# Associazione degli Stati caraibici
L'Associazione degli Stati Caraibici (in inglese Association of Caribbean States, ACS; in spagnolo: Asociación de Estados del Caribe; in francese: Association des États de la Caraïbe) è un'organizzazione internazionale regionale. Fu costituita con lo scopo di promuovere le consultazioni, la cooperazione e le azioni concertate tra tutti i paesi dei Caraibi. Comprende venticinque stati membri e quattro membri associati. La convenzione, che fondò l'Associazione, fu firmata il 24 luglio 1994 a Cartagena de Indias, in Colombia.
Il Segretariato dell'organizzazione è localizzata a Port of Spain, Trinidad e Tobago.
Le isole Turks e Caicos è l'ultimo paese ad essere entrato nell'Associazione, come membro associato, il 28 marzo 2006.
Il 15 ottobre 1998 le è stato riconosciuto lo status di osservatore dell'Assemblea generale delle Nazioni Unite.

## Membri

### Stati membri
- Antigua e Barbuda
- Bahamas
- Barbados
- Belize
- Colombia
- Costa Rica
- Cuba
- Dominica
- El Salvador
- Grenada
- Guatemala
- Giamaica
- Guyana
- Haiti
- Honduras
- Messico
- Nicaragua
- Panama
- Rep. Dominicana
- Saint Kitts e Nevis
- Saint Vincent e Grenadine
- Saint Lucia
- Suriname
- Trinidad e Tobago
- Venezuela

### Stati associati
- Aruba ( Regno dei Paesi Bassi)
- Antille Olandesi ( Regno dei Paesi Bassi)
- Francia (per conto di Guadalupa, Guyana francese e Martinica)
- Turks e Caicos ( Regno Unito)

## Vertici

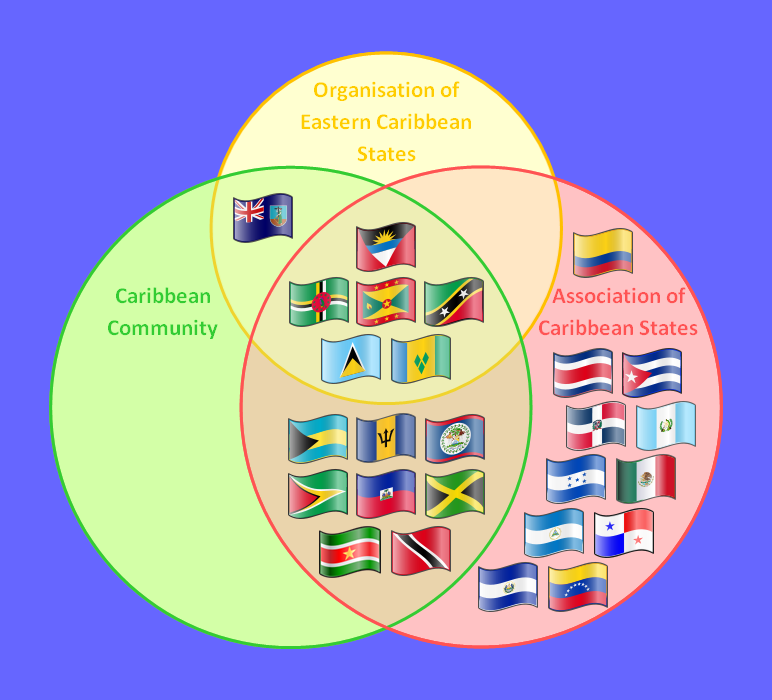
Diagramma di Eulero-Venn delle organizzazioni internazionali centroamericane.

L'Associazione ha tenuto quattro vertici di Capi di Stato o di Governo:
- I Vertice ACS, a Port of Spain, Trinidad e Tobago, 17 agosto – 18 dicembre 1995;
- II Vertice ACS, a Santo Domingo, Repubblica Dominicana, 16 aprile – 17 dicembre 1999;
- III Vertice ACS, a Margarita, Venezuela, 12 dicembre 2001;
- IV Vertice ACS, a Panama, Panama, 29 luglio 2005.

## Struttura
I principali organi dell'Associazione degli Stati Caraibici sono:
- il Consiglio Ministeriale è l'organo principale per le politiche e la direzione dell'organizzazione;
- il Segretariato;
- il Consiglio dei Rappresentanti Nazionali del Fondo Speciale, responsabile della sorveglianza degli sforzi di mobilitazione delle risorse e dello sviluppo del progetto;
- cinque Comitati Speciali su: sviluppo commerciale e relazioni economiche esterne, turismo sostenibile, trasporto, catastrofi naturali e amministrazione e budget (vedere paragrafo successivo).

## Obiettivi
L'Associazione degli Stati Caraibici vuole promuovere il regionalismo tra gli stati membri. Il successo e la funzionalità dell'organizzazione è fortemente dibattuta tra gli studiosi, comunque l'Associazione, con successo o meno, si interessa a due obiettivi. L'obiettivo principale è il seguente: “essi prestano servizio a tutti quelli che ratificano il nuovo concetto di Bacino caraibico con (A) l'accentuazione di quegli interessi che le nazioni dei Caraibi hanno in comune e (B) lavorare per eliminare le barriere lasciate dal loro passato colonialista.”
I Caraibi possono eventualmente avere la possibilità, grazie alla prossimità geografica e alla cooperazione politica regionale, di prevenire la marginalizzazione nell'Economia Globale. L'Associazione ha mantenuto i suoi attuali obiettivi quando si tratta di integrazione con blocchi internazionali di economica e politica come: NAFTA, Unione europea, e Asia del Sud. L'obiettivo di riallineare l'economia e la politica dei Caraibi nel sistema internazionale ha condotto allo sviluppo di quattro aree distrettuali di interesse. Queste aree hanno condotto alla creazione di Comitati Speciali con lo scopo di creare trattati e risolvere questioni. Tutti i comitati si incontrano almeno due volte l'anno per discutere delle questioni attuali della regione. I Comitati Speciali si concentrano su quattro grandi obiettivi tentando di creare e ratificare le politiche regionali per il bacino dei Caraibi. Commercio, trasporto, turismo sostenibile e catastrofi naturali sono i principali obiettivi dell'Associazione che ha fornito delle guide al regionalismo per le nazioni dei Caraibi da seguire in relazione a questi quattro obiettivi:
- commercio: il Comitato Speciale sullo Sviluppo Commerciale e Relazioni Esterne Economiche lavora in modo da creare maggiori azioni economiche nei Carabi, unendo i loro membri attraverso l'integrazione e la cooperazione. Attraverso vari forum annuali l'organizzazione tenta di creare la cooperazione economica, tentando di trarne vantaggio e di espandere l'economia regionale[3];
- trasporto: il Comitato Speciale sul Trasporto che lavora per promuovere l'Accordo sul Trasporto Aereo tra i paesi che lo hanno ratificato. La sicurezza dei viaggiatori e la vigilanza sui crimini a bordo degli aerei come il traffico di droga rientrano nei compiti del Comitato[3];
- turismo: il Comitato Speciale su Turismo Sostenibile ha come scopo la promozione del turismo eco-compatibile[3]. Il Comitato promuove l'uso del turismo sostenibile che è salutare per l'ambiente e allo stesso tempo economicamente vantaggioso ai Caraibi come regione;
- catastrofi naturali: il Comitato Speciale sulle Catastrofi Naturali ha come scopo di coordinare la pianificazione e la risposta ai disastri naturali nei Caraibi[3]. Il principale obiettivo di questo comitato è di mantenere l'organizzazione e tentare di mantenere un elevato livello di capacità di far fronte a calamità naturali.

## Futuro incerto
Il successo dell'Associazione è dibattuto da molti studiosi su entrambi i fronti. Quelli che suggeriscono che l'organizzazione è un successo sottolineano le molte iniziative che la coalizione di sviluppo ha intrapreso come le importanti adesioni e le relazioni con altre organizzazioni internazionali come l'Unione Europea. Quelli che suggeriscono che è un insuccesso notano come alla fine del 1990, a differenza del CARICOM, l'Associazione non è riuscita a trovare la direzione giusta capace di far valutare positivamente l'organizzazione come coalizione di sviluppo. Inoltre molti studiosi suggeriscono che sia incapace di diventare un vero giocatore a livello internazionale. Gli scettici spesso puntano su un altro tentativo fallito: la costruzione di un'economia di coalizione con il Mercato Comune dell'America-Centrale (Central American Common Market, CACM). L'influenza del NAFTA sui Caraibi profila una futura lotta dell'Associazione. Il futuro in relazione con l'emisfero occidentale è incerto. “Nonostante le dichiarazioni governative di impegno per la liberalizzazione, sarà difficile per i paesi caraibici di riuscire a mettere le loro economie più solide su un piano che permetta loro di competere efficacemente”. La situazione che è di fronte all'organizzazione influenzerà l'intera regione caraibica su più livelli che quelli politici ed economici. Se l'Associazione continuerà a svilupparsi e prosperare o a seccare e morire resta ancora da conoscere.